# ブリザード 凍える秘密
『ブリザード 凍える秘密』（ブリザード こごえるひみつ、White Bird in a Blizzard）は2014年のフランス・アメリカ合衆国のミステリ映画。
監督はグレッグ・アラキ、出演はシェイリーン・ウッドリーとエヴァ・グリーンなど。
原作はローラ・カジシュキーの小説『White Bird in a Blizzard』。
17歳の時に起きた母親の失踪事件の真相を知ることになる女子大生の姿を、彼女の成長を交えて描いている。
日本では劇場未公開だが、2018年3月29日にWOWOWで放送された。2019年にはU-NEXTやHuluなどのVODサービスで、配信されている。

## ストーリー
1988年のある日、17歳の女子高生キャットは父ブロックから母イブがいなくなったことを知らされる。かねてより父への不満を漏らすイブの姿をいやになるほど見てきたキャットは、夫を捨てて出て行っただけと冷静だったが、父の勧めでセイラー医師のカウンセリングを受けることになる。その中でキャットはこれまでの生活を振り返る一方、母の不思議な夢を見るようになる。そして、恋人フィルが最近全く抱いてくれないことに不満を抱いたキャットは、母の失踪事件を担当している中年の刑事テオを誘惑して関係を結ぶようになり、フィルとの関係は自然に消滅していく。
1991年、大学生となったキャットは久しぶりに故郷に戻る。父ブロックから同僚女性メイと付き合い始めたことを聞かされたキャットは素直に喜ぶ。しかし、久しぶりに再会したテオや親友ベスらから、はっきりした証拠はまだないものの、イブは失踪したのではなく、浮気現場を目撃した夫に殺されたのだと周囲が信じていることを知らされる。温厚で常に妻に気を使っていた優しい父の姿しか見てこなかったキャットは、にわかには信じられなかったが、イブがフィルと異様に親しげにしていた様子を思い出し、フィルを問い詰めると、フィルは「お父さんはお母さんをずっと近くに置いてた」という謎めいた言葉を告げる。キャットは地下の貯蔵用冷蔵庫に母の遺体が隠されていると考えて中を探すが遺体はなく、そこに現れた父に涙ながらに母の居場所を問いただすものの、父は「知らない」と答えるだけだった。
翌日、空港まで父に見送られてキャットは大学に戻る。しかし、キャットが父の姿を見るのはそれが最後となった。キャットが大学に戻って数週間後、バーで泥酔したブロックが妻イブの殺害を告白したことをきっかけに逮捕され、その後、拘留中にシーツで首をつって死んだのである。イブの遺体はキャットの想像通り地下の冷蔵庫に隠されていたのだが、キャットが感づいたことに気づいたブロックが山に埋めていたこと、そしてブロックがイブを殺した直接のきっかけは、イブの浮気ではなく、ブロックがフィルと全裸でベッドで抱き合っている姿を目撃したイブが激しく嘲笑ったことにブロックが激昂したためだったことが示される。しかし、それでもキャットは母の死を実感できず、いつかどこかで再会できるのではないかと思う。

## キャスト
- カトリーナ（キャット）・コナーズ: シェイリーン・ウッドリー
- イブ・コナーズ: エヴァ・グリーン - キャットの母。
- ブロック・コナーズ: クリストファー・メローニ - キャットの父。
- フィル: シャイロ・フェルナンデス - キャットの隣人で同級生の恋人。
- ベス: ガボレイ・シディベ - キャットの親友。
- テオ・シーズシエズ刑事: トーマス・ジェーン - イブの失踪事件を担当する刑事。
- セイラー医師: アンジェラ・バセット - キャットの精神分析医。
- ヒルマン夫人: デイル・ディッキー - フィルの母。盲目。
- ミッキー: マーク・インデリカート - キャットの親友。ゲイ。
- メイ: シェリル・リー - ブロックの同僚で恋人。
- オリバー: ジェイコブ・アーティスト - キャットの大学での恋人。

## 作品の評価
Rotten Tomatoesによれば、批評家の一致した見解は「郊外を舞台にしたスリラーのパート、性的な目覚めのドラマのパート、そしてそのどちらでもないものとして完全に説得力のある『ブリザード 凍える秘密』は、シェイリーン・ウッドリーのいつもながらの最上級の仕事ぶりに少し重く依存し過ぎている。」であり、90件の評論のうち高評価は54%にあたる49件で、平均点は10点満点中5.60点となっている。
Metacriticによれば、27件の評論のうち、高評価は6件、賛否混在は19件、低評価は2件で、平均点は100点満点中51点となっている。